# Pós-anarquismo
Pós-anarquismo é o termo usado para designar as filosofias anarquistas que se desenvolveram desde a década de 1980, baseadas em abordagens pós-estruturalistas e pós-modernistas. Alguns preferem a expressão anarquismo pós-estruturalista, por não considerar o movimento uma tendência posterior ao anarquismo.
O pós-anarquismo não se define a partir de uma teoria única e coerente, variando de acordo com o teórico que o descreve; de forma geral, entretanto, o pós-anarquismo é influenciado tanto pelos intelectuais pós-estruturalistas – Michel Foucault, Gilles Deleuze, Jean Baudrillard – como pelas feministas pós-modernas Judith Butler e os pós-marxistas Ernesto Laclau e Chantal Mouffe.

## Origens
O prefixo "pós" não significa após o anarquismo, mas se refere ao desafio e à ruptura com uma série de conceitos bem definidos e estabelecidos que emergiram durante o Iluminismo. Tal atitude implica numa rejeição básica das fundações epistemológicas das teorias anarquistas clássicas, devido à tendência destas tanto ao essencialismo quanto ao reducionismo. Tal abordagem adquire importância na medida em que amplia a noção do que significa ter ou produzir poder, para além de simplesmente ser oprimido. Desta forma, o pós-anarquismo encoraja aqueles que agem contra as relações de dominação a se tornarem conscientes de como sua resistência pode ser manipulada pelas próprias instâncias do poder. O pós-anarquismo também defende – opondo-se à abordagem tradicional – que o capitalismo e o Estado não são as únicas fontes de dominação do momento em que vivemos, e que novas perspectivas precisam ser desenvolvidas para combater as estruturas de dominação em rede que caracterizam o fim da modernidade. Embora intelectuais como Foucault, Deleuze, Derrida, Lacan e Lyotard não se descrevam explicitamente como anarquistas, suas ideias são de grande importância para o movimento, dada a natureza antiautoritária de seu pensamento e pelo seu interesse – em diversos graus – pelos eventos de Maio de 1968.
Os conceitos mais comuns do pós-anarquismo incluem:
- O deslocamento do sujeito em relação ao objeto;
- A desnaturalização do corpo e da sexualidade;
- A rejeição da hipótese repressiva;
- A genealogia de Foucault;
- A rejeição a organizações centralizadas e ao anarcossindicalismo.
- A desconstrução das oposições binárias do pensamento ocidental;
- A desconstrução dos papéis de gênero através do feminismo pós-estruturalista.
- A de-substancialização do ser em prol do estar ou devir libertário – as formas de identificação perdem importância frente às práticas, transformações (em termo de deslocamento) e relações.

## Abordagens
O termo pós-anarquismo foi cunhado pelo teórico do anarquismo pós-esquerdista Hakim Bey, em um ensaio de 1987 intitulado Post-Anarchism Anarchy. Para Bey, o anarquismo acabou por se tornar sectário e isolado, levando a confundir as teorias com a experiência viva da anarquia. Em 1994, o acadêmico Todd May funda a corrente que nomeou anarquismo pós-estruturalista, baseando seu pensamento na concepção pós-estruturalista de poder, particularmente no trabalho de Michel Foucault e de Emma Goldman, ao mesmo tempo em que utilizava a concepção anarquista de ética para preencher o espaço deixado pelos pós-estruturalistas no tocante ao assunto.
O anarquismo lacaniano proposto por Saul Newman baseia-se mais solidamente nos trabalhos de Jacques Lacan e Max Stirner. Newman critica anarquistas clássicos como Mikhail Bakunin e Piotr Kropotkin, que definem uma natureza humana objetiva e uma ordem natural. Para Newman, segundo esses pressupostos os homens devem progredir e evoluir naturalmente, apenas limitados pelo establishment; isto resultaria numa visão de mundo maniqueísta, que apenas esboço o oposto daquilo que Thomas Hobbes propõe em seu Leviatã, no qual o "bom" Estado é subjugado por pessoas "más".
Lewis Call procurou desenvolver a teoria pós-anarquista através da obra de Nietzsche, rejeitando o conceito cartesiano de sujeito. A partir daí, uma forma radical de anarquismo se torna possível: o anarquismo do devir. Este anarquismo não possui um objetivo eventual, nem flui simplesmente no "ser"; não é um estágio final do desenvolvimento, nem uma forma estática de sociedade - ao invés disso, torna-se permanente: um meio sem fim. Call critica as noções liberais de linguagem, consciência e racionalidade de uma perspectiva anarquista, argumentando serem estas inerentes ao poder econômico e político da organização do Estado capitalista.
Recentemente o filósofo hedonista francês Michel Onfray adotou o termo pós-anarquismo para descrever sua abordagem da política e da ética. Ele advoga um anarquismo alinhado a intelectuais como Orwell, Simone Weil, Jean Grenier, Foucault, Deleuze, Bourdieu, Guattari, Lyotard e Jacques Derrida - por suas obras Politiques de l'Amitié e O Direito à Filosofia, mas também Maio de 68, que Onfray considera uma "revolta nietzscheana com o objetivo de pôr fim à verdade única, revelada, e pôr em evidência a diversidade de verdades, para que as ideias ascéticas cristãs desapareçam e novas possibilidades de existência venham a surgir".